# 三張廍
三張廍，是臺灣屏東縣里港鄉的一個傳統地域名稱，位於該鄉中部，並向西轉西南延伸至西部邊界的南段。相較於今日行政區，其範圍大致包括三廍村西南部、中和村東南半部、潮厝村西北大半部、塔樓村西北端，以及九如鄉三塊村西半葉的西北半部。

## 歷史
台灣日治初期，三張廍地區為一街庄，稱為「三張廍庄」，隸屬於港西上里。昔日該庄西北邊及北邊西段隔當時的荖濃溪中央南支分流（三張廍溪，今已消失）與瀰力肚庄為界，北邊東段及東邉與土庫庄為鄰，南邊隔荖濃溪南支分流（二重溪，今荖濃溪下游河道）及沙洲與武洛庄、阿里港街、塔樓庄、三塊厝庄為界，西邊隔楠梓仙溪與溪埔庄、磱碡坑庄為界。
1901年（日治明治三十四年）11月，全台設置二十廳，該庄隸屬於阿猴廳。1903年（明治三十六年）12月，阿猴廳改名為阿緱廳。1904年（明治三十七年）4月，該庄編入「土庫區」，隸屬於阿緱廳。1909年（明治四十二年）10月，合併二十廳為十二廳，土庫區仍隸屬於阿緱廳。1920年（大正九年），廢十二廳改設五州二廳，該庄改制為「三張廍」大字，隸屬於高雄州屏東郡里港庄。
戰後里港庄改制為里港鄉，隸屬於高雄縣，大字亦改制為村。1950年10月，高、屏分治，里港鄉改隸屬於屏東縣。

## 聚落
本地區發展較早的聚落有卓加（已向東北遷至土庫地區境內）、三張廍（已向東北遷至土庫地區境內）、大道公（已消失）、埔仔厝（已消失）等，在日治期初期的官方地圖上已有記載。

## 交通
國道10號又稱「高雄支線」或「高雄環線」，是左營至旗山的高速公路，經過本地區西北部邊界外不遠處，並在最近處設有里港交流道（僅東出西入），以連接里港砂石車專用道（大部分位於本地區境內）。由此可快速前往此交流道以西的國道10號沿線各地。
省道台3線俗稱「內山公路」，是臺北至屏東的幹道，經過本地區東端。由該道路北行可前往高雄市美濃區/旗山區邊界地帶、旗山區、內門區、臺南市南化區、玉井區等地；南行可前往里港鄉里港市區、九如鄉、屏東市，並止於省道台1線路口。